# 赤柱抑留所
赤柱抑留所（せきちゅうよくりゅうしょ、英語: Stanley Internment Camp、中国語: 赤柱拘留營）は、太平洋戦争中に日本軍政下の香港に設けられた敵国人抑留所である。香港島南端の赤柱（スタンレー）に位置し、1941年12月の香港の戦いで日本軍が勝利した後、華人以外の敵国人を抑留するために使用された。1942年1月初旬から日本の降伏により香港が解放される1945年8月までの44か月間、およそ2,800人の男女および児童が、非分離の状態でこの抑留所に収容された。収容所の施設は、聖士提反書院（St Stephen’s College）および赤柱監獄を使用した。

## 避難計画と抑留所への移送

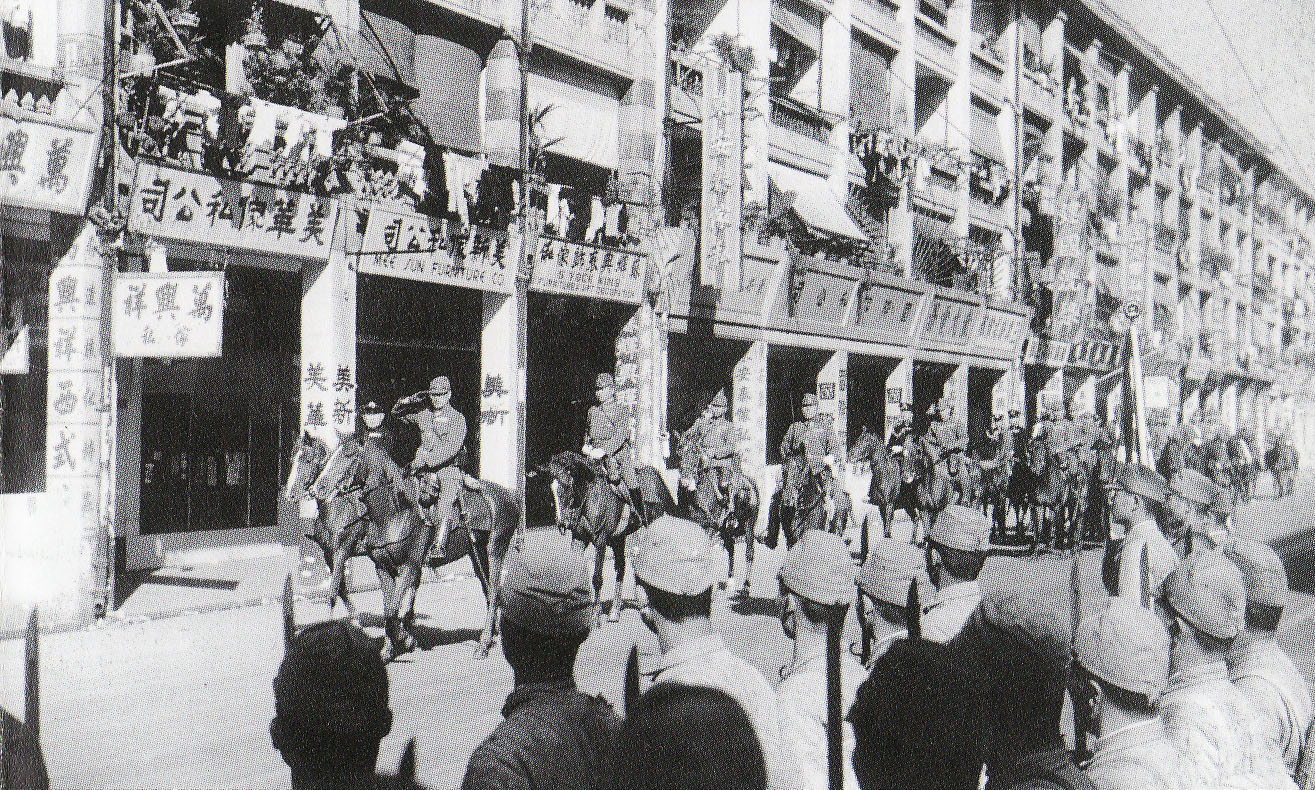
英軍の投降後、1941年12月に皇后道を行進する日本軍

1939年、当時イギリスの直轄植民地であった香港において、イギリス人および他のヨーロッパ系住民の避難計画がイギリス政府によって策定された。戦争省は、日本軍の攻撃を受ければ香港は必ず陥落すると考えており、防衛戦力の増強は行わず、多くのイギリス人女性や子どもが現地にいることは、日本軍による占領時に政府にとって「面目が立たない（embarrassment）」と見なされた。また、多数のイギリス人市民の抑留は苦痛を招き、日本のプロパガンダにも利用されかねないとされた。1940年7月、イギリス本国からの命令により、香港政庁は避難計画を実施し、8月3日までに、すべての軍人家族および登録された非軍属のイギリス人女性と子どもたちがフィリピンへと移送された。しかし、この強制的かつ拙速な避難措置には多くの批判が寄せられた。避難者自身やその夫、雇用主たちは、避難が時期尚早かつ不必要であると感じた。また、歴史家バーニス・アーチャー（Bernice Archer）とケント・フェドロウィッチ（Kent Fedorowich）によれば、華人住民は自らが避難対象から除外されたことに強く反発し、人種差別的な政策だと非難した。さらに、ヨーロッパ系でない英国旅券保有者も避難の対象外であった。このような批判を受けて、香港政府はその後、避難を強制ではなく任意とし、既に命令された避難についても、希望者が看護や行政などの補助業務に志願すれば取り消し可能とした。
1941年12月8日、日本軍が香港を攻撃し、香港の戦いが始まった。わずか17日後の12月25日、クリスマス当日には香港政府が降伏し、この日は後に「ブラック・クリスマス（Black Christmas）」として知られるようになった。以降、香港は日本の占領下に置かれ、1942年1月4日、英字新聞にて、すべての「敵国人」（enemy nationals）に対してマレー操練場（Murray Parade Grounds）に集合するよう通知が掲載された。しかし、この通知を見逃した人も多く、最終的に約1,000人が集まったとされる。また、自発的に集まった人々に加え、自宅から強制的に連行された者もいた。
集合した人々は行進させられ、現在の港澳碼頭付近の海沿いにあったホテル兼売春宿に最初に収容された。環境は不衛生で過密、食事も劣悪だった。17日後、彼らは船で赤柱へ移送された。一方、操練場への集合を逃れた「敵国人」たちは、ホテル売春宿への収容を免れた。しかし、1942年1月末までには、収容対象となった大多数の民間人が赤柱へ移された。収容所に到着したとき、ほとんど何の準備も整っていないことに収容者たちは愕然とした。調理設備も家具もなく、食器類もほとんどなかった。トイレには水もなく、不衛生で設備として極めて不十分だった。部屋は見知らぬ人々の寄せ集めで混雑し、衛生や公衆衛生への配慮も皆無だった。

## 抑留所の立地
抑留所の立地は、日本軍が香港政庁の2人の高官──医務処処長セルウィン・クラーク博士と輔政司フランクリン・チャールズ・ギムソン──と協議の上で選定した。当時の市街地から約9キロ離れた赤柱半島に位置しており、収容所は聖士提反書院と赤柱監獄の敷地（刑務所本体を除く）から構成されていた。赤柱監獄自体は日本当局により「犯罪者」とされた香港人の収容に使用されていた。一方、数百名の収容者は聖士提反書院に、残りの大多数は監獄敷地内に収容された。聖士提反書院は日本軍の占領前は中等教育機関で、講堂、教員用バンガロー、理科実験室などを備えていた。1軒の家族用バンガローに20人以上が収容され、理科実験室にはそれ以上の人数が、古毛布や麻袋で仕切られた空間に生活していた。収容所内の建物のほぼすべてが住宅用途として使用された。
収容所内の監獄敷地では、いくつかの建物や区域が特定の機能に割り当てられていた：
- 刑務官クラブ（Prison Officers’ Club）は多目的に使用され、食堂、幼稚園、カトリック教会、娯楽センターなどの役割を果たした[2]。
- 主な住居区域には「看守宿舎（Warders’ Quarters）」と「インド人宿舎（Indian Quarters）」の2区画があった。戦前、前者はヨーロッパ系看守の家族用の広いフラットであり、後者はインド人看守のためのより小型のフラットだった。戦時中は看守宿舎1戸あたり平均30人、インド人宿舎1戸あたり平均6人の収容者が生活していた[12]。
- 戦前は独身のインド人看守の住居だった建物は、「トゥイード湾医院（Tweed Bay Hospital）」として利用された[13]。
- 所長と医師の住宅として使用されていた2軒の家は、日本軍の収容所本部として転用された[13]。
- 敷地内の墓地は、静かに過ごしたり、男女の収容者が密かに会う場所として人気を集めた[13]。

## 抑留所での生活

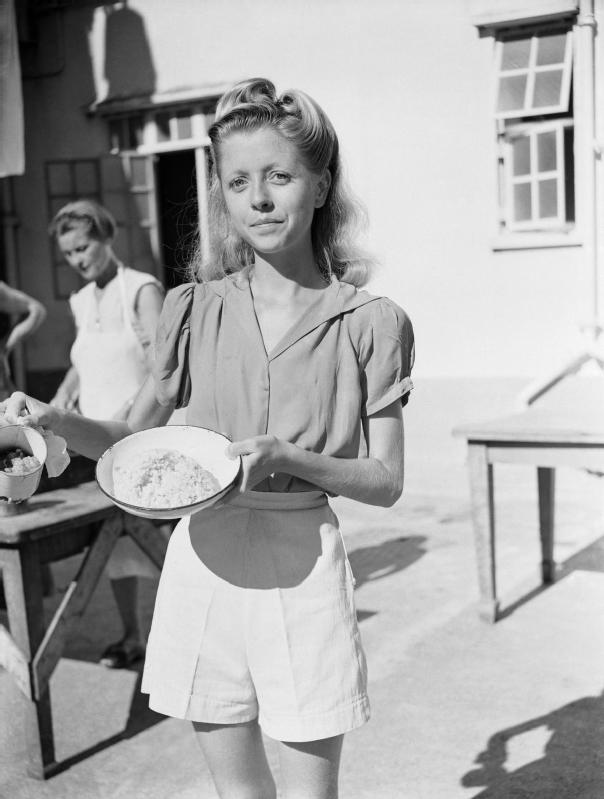
1945年、収容所解放後に撮影された元収容者の写真。5人部屋の1日分の配給（米とシチュー）を手にした様子が写されている

抑留所には約2,800人が収容されており、そのうち2,325〜2,514人はイギリス国籍の人々だったと推定されている。成人の内訳は男性1,370人、女性858人であり、16歳以下の子どもは286人、そのうち4歳未満は99人であった。この収容所は日本の外務省管轄下に置かれていたが、歴史家ジェフリー・チャールズ・エマーソンによれば、日本軍は香港での敵国民の取り扱いについてほとんど準備がなかったという。そのため、生活必需品はほとんど提供されず、収容者たちが自治によって生活を維持する必要があった。収容所では住居、食料、医療などに関する委員会が編成され、各国籍グループは基本的に独立して行動しつつ、福祉や医療などの共通課題では協力していた。ただし、早期降伏に対する反感から、香港政庁関係者は委員にほとんど選ばれなかった。
最大の懸念事項は食糧の確保であり、食料を確保することが収容者の生活の大半を占める課題となっていた。日本当局からの支給はわずかで、しかもその質は極めて劣悪だった。しばしばほこり、泥、ネズミやゴキブリの排泄物、タバコの吸い殻、さらには死んだネズミまでもが混入していたという。収容者たちは毎日午前8時に米粥を、午前11時と午後5時にはご飯とシチューの食事を与えられていた。さらに、彼らは市内の友人や親族から送られてくる食料、赤十字の援助、菜園で育てた野菜、売店や闇市で購入した食料にも頼っていた。
もう一つの懸念は、収容者たちの健康と医療であった。医療施設は不十分だったが、収容者の中には約40名の医師、2名の歯科医、6名の薬剤師、100名の訓練を受けた看護師がおり、そして多数の志願制による補助看護師がいた。そのため、歴史家G・B・エンダコットによれば、大きな疫病の発生はなかったという。収容者の間で最も一般的な病気は、マラリア、栄養失調およびそれに伴う疾患、脚気、ペラグラであった。医療用品や機器の不足は医療担当者にとって課題となり、特に石鹸や消毒薬の不足が深刻な問題であった。
女性や子どもたちの存在は、従来の社会的・家庭的・性役割を保つことで、抑留所内にある種の「日常感」をもたらした。子どもたちの存在によって自分たちが利己的にならずに済んだ、と収容者たちは感じていた。彼らは子どもたちの福祉を考えざるを得なかったからである。女性たちはクリスマスや誕生日の祝賀行事を企画した。その他の娯楽として、ミュージカル、演劇、リサイタル、バラエティショーなども上演された。本や教育資材が不足していたにもかかわらず、収容者の中にいた教師や教育関係者が、初等・中等レベルの授業を子どもたちに提供していた。また、大人向けにも幅広い教育の機会が用意されており、中国語、マレー語、フランス語の語学講座や、写真術、ヨット操縦、ジャーナリズム、養鶏などに関する講義が行われた。個人の日記の多くは現在帝国戦争博物館に所蔵されており、それに加えて、抑留所での生活の記録は「デイ・ジョイス・シート」と呼ばれるダブルサイズのベッドシーツにも記された。そこには、暗号化された日記も含め、1,100もの名前、記号、図案が刺繍・アップリケで施されている。

## 死者

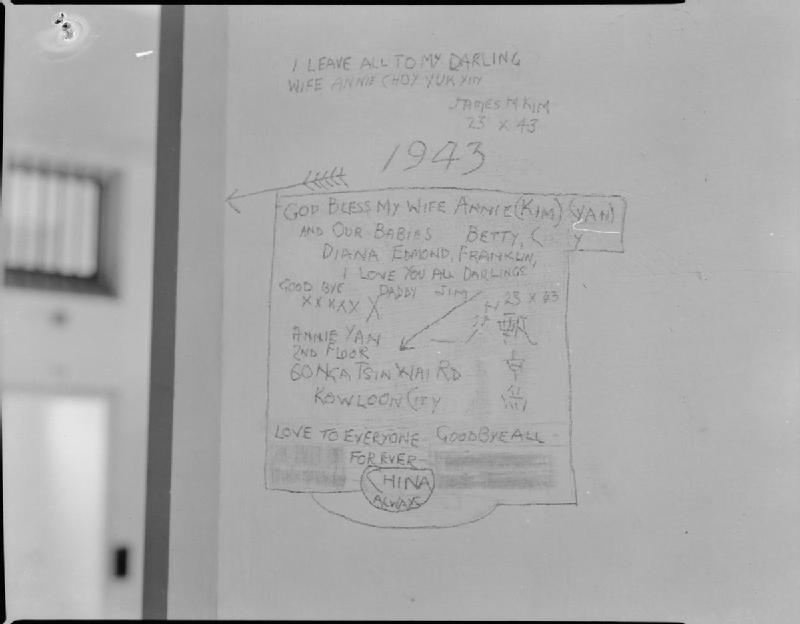
処刑された抑留者ジェームズ・M・キムの遺言および伝言

記録によると、抑留期間中に121人の収容者が亡くなっており、その大半は病気が原因であった。死者の半数は50歳以上の抑留者だったとされる。また、いくつかの事故死も記録されている。2人が転落死し、1人の子どもが溺死した。最悪の事故は1945年1月16日のアメリカ海軍による大規模な香港空襲（グラティテュード作戦）の際に発生し、1機の爆撃機が誤って聖士提反書院のバンガロー5を爆撃、収容者14名が死亡した。これらの収容者はスタンレー戦争墓地（Stanley Military Cemetery）に埋葬された。
さらに7名の収容者が日本当局によって処刑された。彼らはキャンプ内外で情報のやり取りを行うためにラジオを所持していたが、それが日本側に発見され、逮捕された。他の収容者たちは、彼らが公開で拷問される様子を強制的に見せられた。その後行われた軍事裁判により、1943年10月29日に一部の収容者は銃殺され、少なくとも1人（ジョン・フレイザー）は斬首された。このほか、日本当局は収容者にタバコや煙草を届けたとして、華人警官3名を斬首刑としていた。

## 脱走の試み
いくつかの要因により、収容者にとって脱走は非常に困難だった。彼らは日本軍の占領下にある地域を通り抜けなければならず、食料を確保する必要があった。また、広東語を話せる抑留者は少なかったため、仮に脱走に成功しても言葉の壁が大きな障害となった。それにもかかわらず、3回の大規模な脱走計画が実行され、そのうち2件は1942年3月に成功している。1つ目のグループは8人で、小型船に乗って隣接するマカオに脱出した。2つ目のグループは2人で、新界を通って中国本土に逃れた。3つ目のグループは警察官4人で、1942年4月に抑留所の敷地を抜け出すことに成功したが、数マイル離れた場所で捕らえられた。その後、彼らは拘禁されたが、数週間後にキャンプへ戻された。

## 早期の本国送還
本国送還は、キャンプ内で最も話題となった2つのテーマのうちの1つであった（もう1つは食糧だった）。1942年5月6日、日本当局はアメリカ人収容者に対し、6月15日に送還が行われる予定であると通達した。その後、実際の送還が行われるまでの間、日本によるアメリカ人収容者への待遇は改善され、より良質かつ量の多い食事が与えられ、抑留所外にいる華人の友人と連絡を取ることも許された。また、日本の通信社によってアメリカ人ジャーナリストへのインタビューが行われ、戦争や抑留所についての質問がなされた。後に収容者たちは、そのインタビューが日本の戦争プロパガンダとして利用され、「このキャンプはおそらく世界で最も快適である」とアメリカ人ジャーナリストが日本軍やキャンプを称賛したという内容の記事になっていたことを知った。実際にアメリカ人の本国送還が行われたのは6月29日であった。これは、アメリカや南米に抑留されていた日本人およびタイ人が6月下旬に船に乗り、抑留者交換の準備が整ったためである。送還対象者には種痘、コレラ予防接種、徹底した健康診断が施された。書籍、聖書、日記、住所録などの持ち出しは禁止されたが、残された収容者が150語以内の手紙を書き、アメリカ人収容者がそれを持ち帰ることは許可された。アメリカ人抑留者たちは、キャンプ外での居住が認められていた他のアメリカ人とともに浅間丸に乗船し、アジア各地で同様の送還対象者を乗せた後、7月22日にモザンビークのロウレンソ・マルケスに到着し、アメリカ人と日本人の抑留者交換が行われた。アメリカ人たちは最終的に8月25日にニューヨークに到着した。報道によれば、香港からは合計で377人のアメリカ人が送還されたとされる。
1943年8月、カナダ人収容者および残留していたアメリカ人収容者の本国送還が発表された（1942年6月の送還では、すべてのアメリカ人が送還されたわけではなかった）。これに先立つ送還と同様に、伝言や報告書の準備などが行われた。送還船帝亜丸は9月23日に香港へ到着し、カナダ人収容者73名、アメリカ人収容者24名、ラテンアメリカ人収容者13名を乗せた。同船はインドのゴアへ向かい、そこで日本との間で捕虜および抑留者の交換が行われた。
イギリス人抑留者に対しては、本国送還の可能性を示す兆しや通達がいくつかあった。ギムソンは、スイス赤十字の代表が「励みになるような」言葉で送還について語っていたと述べたほか、日本当局も1943年5月24日と同年11月2日の2度にわたり、イギリス人抑留者を送還する旨を通達していた。また、同年5月25日付の『香港ニュース』紙には、送還交渉が「かなり順調に進んでいる」と報じられていた。しかし実際には、イギリス人収容者は終戦後まで抑留されたままであった。

## 自由

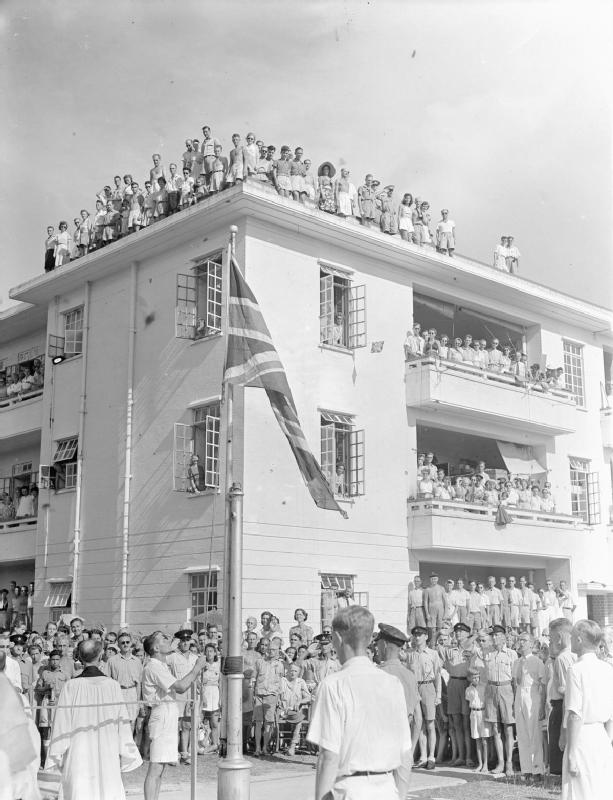
日本の降伏後、抑留所に掲げられたユニオンジャック

収容者たちは、1945年8月15日に昭和天皇がポツダム宣言受諾を放送した翌日、すなわち8月16日に解放された。約2週間後にはイギリス艦隊が収容者を迎えに来て、さらに数週間後には収容所が閉鎖された。多くの収容者は市内に戻って元の生活への適応を始めたが、特に健康状態の悪い者たちはそのまま抑留所内に留まり、引き揚げ船を待った。歴史家のジェフリー・チャールズ・エマーソンは、イギリス人収容者が戦争終結前に本国送還されなかった「恐らくの」理由として、連合国がオーストラリアに抑留していた日本人の解放を拒否したことを挙げている。これらの日本人は、アメリカ人およびカナダ人収容者の送還後に連合軍が拘束していた唯一の規模の大きな日本人集団で、戦前はオーストラリアで真珠漁に従事しており、同国の海岸線に精通していた。その知識は、日本がオーストラリア侵攻を試みた場合に「軍事的に重要」と見なされたため、連合軍は彼らの釈放を拒否したとされる。

## 補償
1948年、アメリカ政府は戦時補償法（War Claims Act）に基づき、抑留所に拘束された成人に対して1か月あたり60米ドル、子どもには1か月あたり25ドルの補償金を支給することを認めた。また、一部の抑留者には「食事の欠如」に対して1日1ドルの支払いも行われた。イギリスでは、1952年から1956年にかけて、戦争開始時に通常は英国に居住していた約8,800人の英国人抑留者に対して、1人あたり48.50ポンドの賠償金が支払われた。アメリカおよびイギリスの抑留者への補償は、サンフランシスコ講和条約に基づき接収された日本国資産の処分益から賄われた。一方、オランダの抑留者には、1957年に日本と締結された別個の協定に基づき、1人あたり100米ドルが支払われた。
日本の経済大国としての台頭や、イギリス公文書館における第二次世界大戦関連記録の公開により、1990年代には、抑留者および捕虜に対する補償が不十分であったとの世論が高まった。2000年11月、イギリス政府は第二次世界大戦中に抑留された英国民間人に対する補償制度を発表した。この制度では、総額1億6700万ポンドの補償パッケージが提示され、2001年2月までに、最初の支給分として1人あたり1万ポンドの支払いが開始された。ただし、当初の制度では、イギリスに「血縁（bloodlink）」を持たない英国人が対象から除外されていた。これは、「英国市民（British citizen）」と「英国臣民（British subject）」との間に区別を設けたことによるものであった。
これに対し、かつて赤柱抑留所に抑留されていたダイアナ・エリアス（Diana Elias）は、イギリス政府を相手取り、補償制度における「血縁」の区別が差別的であるとして民事訴訟を起こした。エリアスの家族——両親および祖父母——はいずれも英国のパスポート所持者であったが、イラク系ユダヤ人という出自ゆえに、この「血縁」規定により補償の対象外とされた。彼女は、日本当局は抑留者に対してこのような区別を設けていなかったと主張した。2005年7月、ロンドンの高等法院はエリアスの訴えを認める判決を下し、国防省が上訴したものの、控訴院も高等法院の判断を支持した。これにより、それまで「血縁」規定によって補償を拒否されていた数百人の元民間人抑留者が、補償金を受け取ることが可能となった。

## 戦後の抑留所
聖士提反書院は、戦後の1945年に再開された。1950年には同校敷地内にセント・スティーブンズ礼拝堂が建設された。西側の扉上に設けられた記念ステンドグラスは寄付によるものであり、赤柱抑留所での苦難を追悼するためのものである。

## 著名な収容者
- サー・マーク・ヤング – 香港総督
- マティーン・アンサリ（英語版）大尉 GC - 第7ラージプート連隊（英語版）第5大隊、脱出計画に参与し、1943年10月29日に刑死
- サー・シャロナー・グレンビル・アラバスター（英語版）OBE, QC – 香港律政司
- モリス・コーエン - 冒険家。孫文の副官、国民革命軍陸軍少将代理を自称
- ケネルム・ハッチンソン・ディグビー（英語版）OBE, FRCS - 外科医
- ジェフリー・ハークロッツ（英語版） - 植物学・鳥類学者
- ドロシー・ヘティ・フォズベリー・ジェンナー（英語版） - 元映画女優・新聞コラムニストで、「アンドレア（Andrea）」の名で知られた
- エリー・カドゥーリー（英語版）KBE - ユダヤ人実業家・慈善家
- サー・アトール・マクレガー（英語版）KC  – 香港正按察司（中国語版）
- アーネスト・ウィリアム・ラン・マーティン（英語版）MBE - セント・スティーブンズ・カレッジの学長。妻は抑留所で死亡[47]
- ルイス・モーレイ（英語版）OAM - 写真家
- ヒルダ・セルウィン＝クラーク（英語版） - 医務処処長セルウィン・クラーク（英語版）の妻、社会主義運動家
- アンドリュー・ラスク・シールズ（英語版） - 実業家、立法局および行政局非官守議員。1944年に抑留所で死亡
- フランシス・アーサー・サットンMC - 冒険家。張作霖の下で少将、1944年に赤痢で死亡
- サー・フランクリン・チャールズ・ギムソン（英語版）KCMG, KStJ – 香港輔政司、後にはシンガポール総督

### 関連書籍
- Tony Banham (2009). We Shall Suffer There: Hong Kong's Defenders Imprisoned, 1942–1945. Hong Kong University Press. ISBN 978-962-209-960-9
- Geoffrey Charles Emerson (2008). Hong Kong Internment, 1942–1945: Life in the Japanese Civilian Camp at Stanley. Hong Kong University Press. ISBN 978-962-209-880-0
- Bernice Archer (2004). The Internment of Western Civilians Under the Japanese 1941–1945: A Patchwork of Internment. Routledge. ISBN 978-0-7146-5592-5
- Charles G. Roland (2001). Long Night's Journey into Day: Prisoners of War in Hong Kong and Japan, 1941–1945. Wilfrid Laurier University Press. ISBN 978-0-88920-362-4
- Jean Gittins (1982). Stanley: Behind Barbed Wire. Hong Kong University Press. ISBN 978-962-209-061-3
- Selwyn Selwyn-Clarke (1975). Footprints: The Memoirs of Sir Selwyn Selwyn-Clarke. Sino-American Publishing Company. ISBN 978-0-904917-00-0
- George Wright-Nooth (1999). Prisoner of the Turnip Heads: The Fall of Hong Kong and the Imprisonment by the Japanese. Cassell. ISBN 978-0-304-35234-0
- Dee Larcombe with Ronald Clements (2020). The Girl in the Drawer. New Generation Publishing. ISBN 978-178-955-906-4